# دون بيج
دون بيج (بالإنجليزية: Don Page)‏ (18 يناير 1964 بمانشستر في المملكة المتحدة - ) هو لاعب كرة قدم بريطاني في مركز الهجوم. لعب مع نادي دونكاستر روفرز ونادي روتشديل ونادي روذرهام يونايتد وويغان أتلتيك ونادي تشستر سيتي ونادي سكاربورو وماتلوك تاون ‏ ونورثويتش فيكتوريا ونادي ألترينتشام ونادي رانكورن هالتون.

## وصلات خارجية
- دون بيج على موقع Soccerbase.com (لاعب) (الإنجليزية)